# アフメト・ハムディ・タンプナル
アフメト・ハムディ・タンプナル（Ahmet Hamdi Tanpınar, 1901年6月23日 - 1962年1月24日) は、トルコ近代文学における最も重要な小説家・随筆家である。1942年から1946年には、トルコ大国民議会の議員を務めた。

## 生涯
タンプナルは1901年6月23日にイスタンブールに生まれた。父親のヒュセイン・フィクリ・エフェンディ（Hüseyin Fikri Efendi）は判事で、現在のトルコとグルジアに跨るマチャヘリ地方出身のグルジア（ジョージア）人であった。母親はタンプナルが13歳のときにモースルで死去した。父親が職業柄ひんぱんに転勤になったため、タンプナルは、イスタンブール、スィノプ、スィイルト、キルクーク、アンタルヤなどさまざまな異なる町で教育を受けた。獣医学の学校を中退したのち、イスタンブール大学文学部で教育を再開し、1923年に修了した。文学の教師としてエルズルム（1923-1924年）、コンヤ、アンカラの高等学校や、ガズィ教育機構、美術アカデミーなどで教鞭を執った。美術アカデミーでは、文学の授業に加えて、美学、美術史、神話学の講座でも教えた（1932-1939年）。1942年から1946年まで、トルコ大国民議会で、マラシュ選出の議員を務めた。1953年、6か月間にわたってヨーロッパを巡る旅行に出て、フランス、ベルギー、オランダ、イギリス、スペイン、イタリアを旅した。1962年1月24日、イスタンブールにて心臓発作のため死去。墓所はイスタンブールのアシヤン墓地にある。

## 業績
タンプナルはトルコ文学における最も重要な作家の一人で、作品のなかで東洋と西洋の文化の結合を成し遂げた。作家としての自己形成には、ヤフヤー・ケマルが大きな役割を果した。詩作品においては、トルコの古典音楽や空想を、作品の素地として用いている。詩においても小説においても、精神分析、歴史、時代的特徴、社会と個人との結びつき、夢、文明的問題が、大きな位置を与えられている。
最初の小説『心の平安（Huzur）』は「トルコの『ユリシーズ』」とも呼ばれる大作だが、第二次世界大戦開戦前夜のイスタンブールを舞台に、オスマン帝国からトルコ共和国へと移行したことによる文明的不安に直面した知識層の青年たちの分裂した自我を描く。トルコ初のノーベル文学賞作家オルハン・パムクが「イスタンブールを描いた最高の作品」と評したように、二つの大陸にまたがるイスタンブールという都市の魅力と、失われつつあるオスマン朝文化への郷愁と、一人の女性への愛とそれによる苦悩が、主人公の内省のなかで見事に重ね合わされた傑作長篇である。
重要な作品の一つは『時間調整研究所（Saatleri Ayarlama Enstitüsü）』（未邦訳）である。この小説は、タイトルが示唆するように、官僚主義化の進行を批判的に皮肉った作品として広く賞讃されているが、それだけに留まる作品ではない。実際には非常にさまざまな視角から読めるものであり、一読で汲み尽すことのできる書物ではない。何よりも、自分の生きる近代という時代に適応できないことで傷ついた男の心理を深く分析したものである。したがって、官僚化という事象は、実際にはもっと広い文脈、すなわち、近代化と個人に対するそのインパクトという文脈の一部なのである。この小説の登場人物たちは、近代を生き抜くために、それぞれに奇妙な闘いを行っているように見える。そのことによって、「時間」という概念が中心的な位置を占め、この小説に、より深い意味、哲学的とも言える味わいを与えている。

## トルコ語での著作
詩集
- Şiirler, 1961

物語
- Abdullah Efendinin Rüyaları, 1943
- Yaz Yağmuru, 1955
- Hikâyeler, 1983
- Dergâh Yay. 2002

小説
- Huzur, 1949 (『心の平安』和久井路子訳、藤原書店、2015年。英訳[w:A Mind at Peace])
- Dergâh Yay. 2004
- Saatleri Ayarlama Enstitüsü, 1962 (『時間調整研究所』英訳[w:The Time Regulation Institute])
- Sahnenin Dışındakiler, 1973
- Mahur Beste, 1975
- Aydaki Kadın, 1987

随筆
- Beş Şehir, 1946 アンカラ、エルズルム、コンヤ、ブルサ、イスタンブールを描く随筆。
- Yahya Kemal, 1967
- Edebiyat Üzerine Makaleler, 1969
- Yaşadığım Gibi, 1970

モノグラフ
- XIX. Asır Türk Edebiyatı Tarihi, 1949